# Línea 8C (Comodoro Rivadavia)
La línea 8-6 Stándart - Palazzo es una línea de colectivos suburbana de Comodoro Rivadavia de funcionamiento Sentido antihorario, bajo concesión de la empresa Transporte Patagonia Argentina desde 2007 que une el Bo. Centro con el Bo. Don Bosco, Próspero Palazzo y Ciudadela y vuelve desde Ciudadela hacia el Bo. Centro por la ruta nacional N° 3. Posee una línea hermana denominada línea 6-8 Palazzo - Stándart. 

## Cuadro Tarifario
| Boleto             | Tarifa |
| ------------------ | ------ |
| Urbano             | $22    |
| Suburbano          | $23.52 |
| Estudiante         | $11    |
| Jubilado           | $11    |
| Discapacitado      | $0.00  |
| Policía del Chubut | $0.00  |

En el caso de los boletos de Estudiante y Jubilado reciben un subsidio de la municipalidad de Comodoro Rivadavia que les cubre un 50% del valor del boleto.

## Recorrido principal

### 8-6 Standart - Palazzo
| 8 - 6      | Primer servicio A: Standart Norte | Primer servicio A: Próspero Palazzo/ Centro | Último servicio A: Standart Norte | Último servicio A: Próspero Palazzo/ Centro |
| Laborables | 06:40                             | 07:29                                       | 23:30                             | 00:19                                       |
| Sábados    | 06:00                             | 06:49                                       | 22:30                             | 23:19                                       |
| Festivos   | 07:20                             | 08:09                                       | 23:30                             | 00:19                                       |

Ida
| BUS2 | KBHFa |

|  | BHF |

|  | BHF |

|  | BHF |

|  | BHF |

|  | BHF |

|  | BHF |

|  | BHF |

|  | BHF |

|  | BHF |

|  | BHF |

|  | BHF |

|  | BHF |

|  | BHF |

|  | BHF |

|  | BHF |

|  | BHF |

|  | BHF |

|  | BHF |

|  | BHF |

|  | BHF |

|  | BHF |

|  | BHF |

|  | BHF |

|  | BHF |

|  | BHF |

|  | BHF |

|  | BHF |

|  | BHF |

|  | BHF |

|  | BHF |

|  | BHF |

|  | BHF |

|  | BHF |

|  | BHF |

|  | KBHFe |

Regreso:
|  | KBHFa |

|  | BHF |

|  | BHF |

|  | BHF |

|  | BHF |

|  | BHF |

|  | BHF |

|  | BHF |

|  | BHF |

|  | BHF |

|  | BHF |

|  | BHF |

|  | BHF |

|  | BHF |

|  | BHF |

|  | BHF |

|  | BHF |

|  | BHF |

|  | BHF |

|  | BHF |

|  | BHF |

|  | BHF |

|  | BHF |

|  | BHF |

|  | BHF |

|  | BHF |

|  | KBHFe |

## Galería

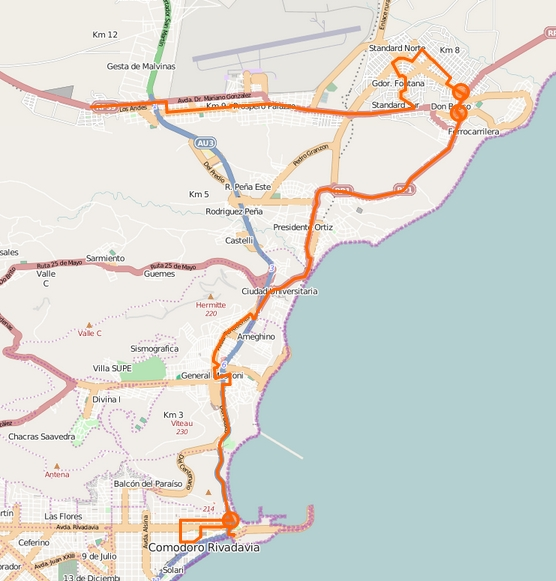
Recorrido de ida.
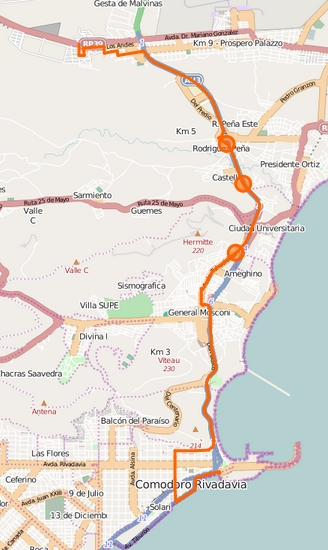
Recorrido de vuelta.